# Parque Nacional Skaftafell
O Parque Nacional Skaftafell localiza-se entre Kirkjubæjarklaustur e Höfn, no sul da Islândia. A 7 de junho de 2008, tornou-se parte do Parque Nacional Vatnajökull.